# 大沢村 (山形県)
大沢村（おおさわむら）は、かつて山形県飽海郡にあった村。現在の酒田市北東部である。正式表記は大澤村。

## 沿革
- 1889年（明治22年）4月1日 - 町村制施行に伴い飽海郡大蕨村、上青沢村、下青沢村および北青沢村が合併、飽海郡大澤村。
- 1954年（昭和29年）10月1日 - 飽海郡一条村、観音寺村および日向村と合併して町制施行、飽海郡八幡町。大澤村廃止。